# 南诏铁柱
南诏铁柱位于雲南省大理白族自治州弥渡县弥城镇庙前村铁柱庙内，1965年被列为首批云南省文物保护单位，1988年被列为第三批全国重点文物保护单位。
柱为铁铸圆柱形，通高3.3米，周长1.025米，重约2069千克。柱身西面有铭文计22字，汉文楷书，直行，阳文：“维建极十三岁次壬辰四月庚子朔十四日癸丑建立”。南诏建极十三年，适当唐咸通十三年，公元872年。铁柱立于铁柱庙正殿内。庙由山门、前院、中院、后院及北院等组成。除铁柱为南诏遗物外，铁柱庙现存主要建筑系清代重建。

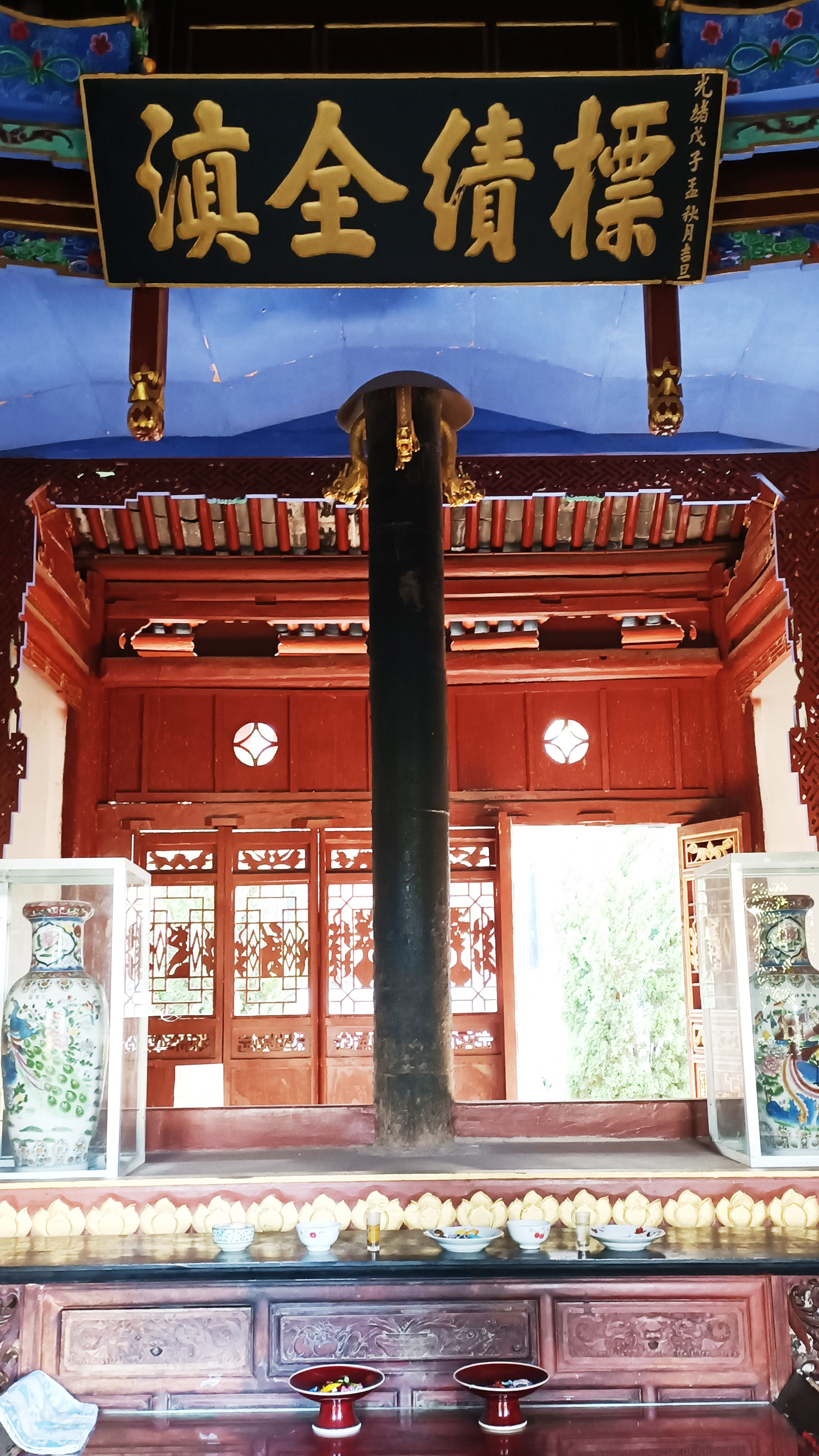
南诏铁柱（正面）
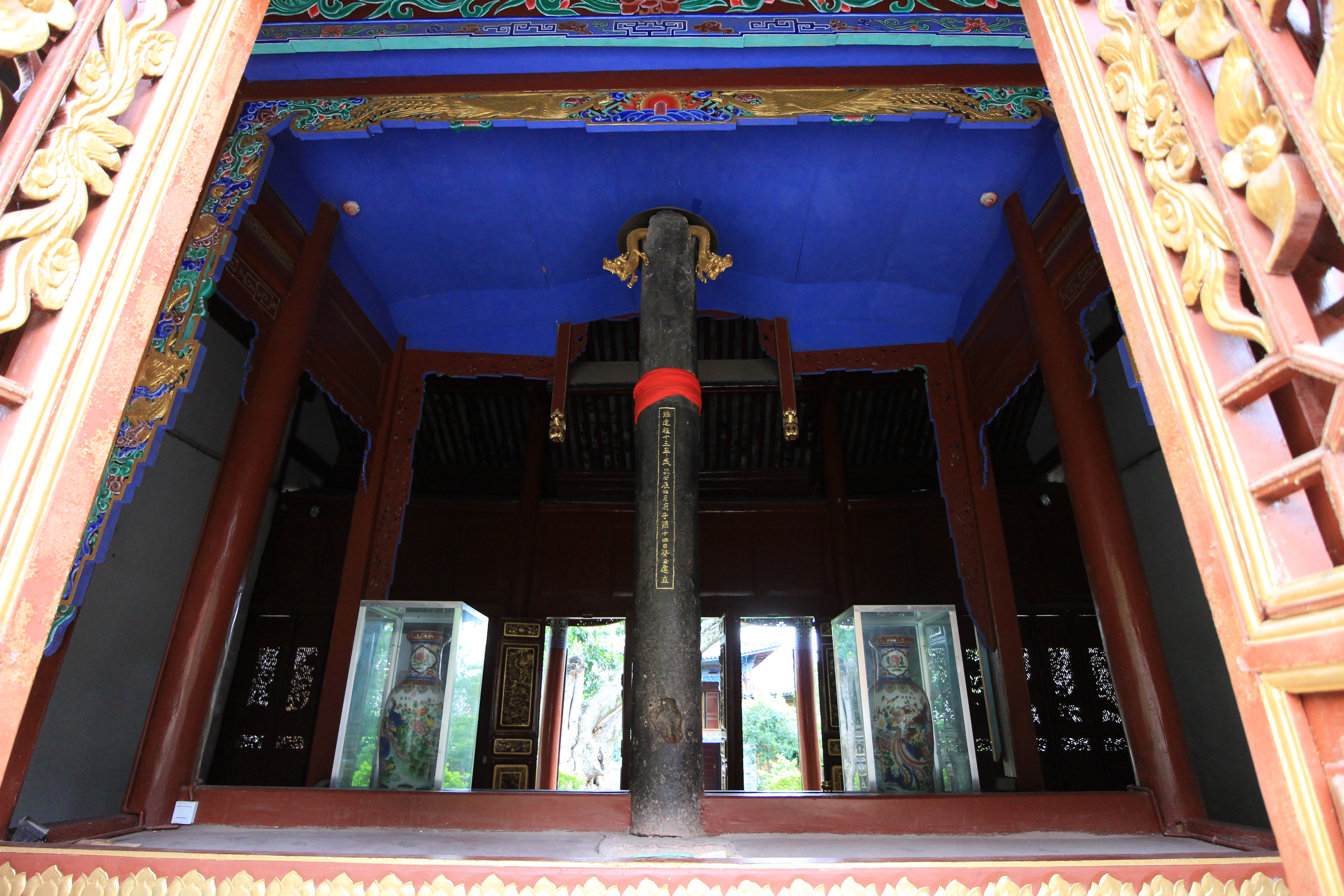
南诏铁柱（背面）
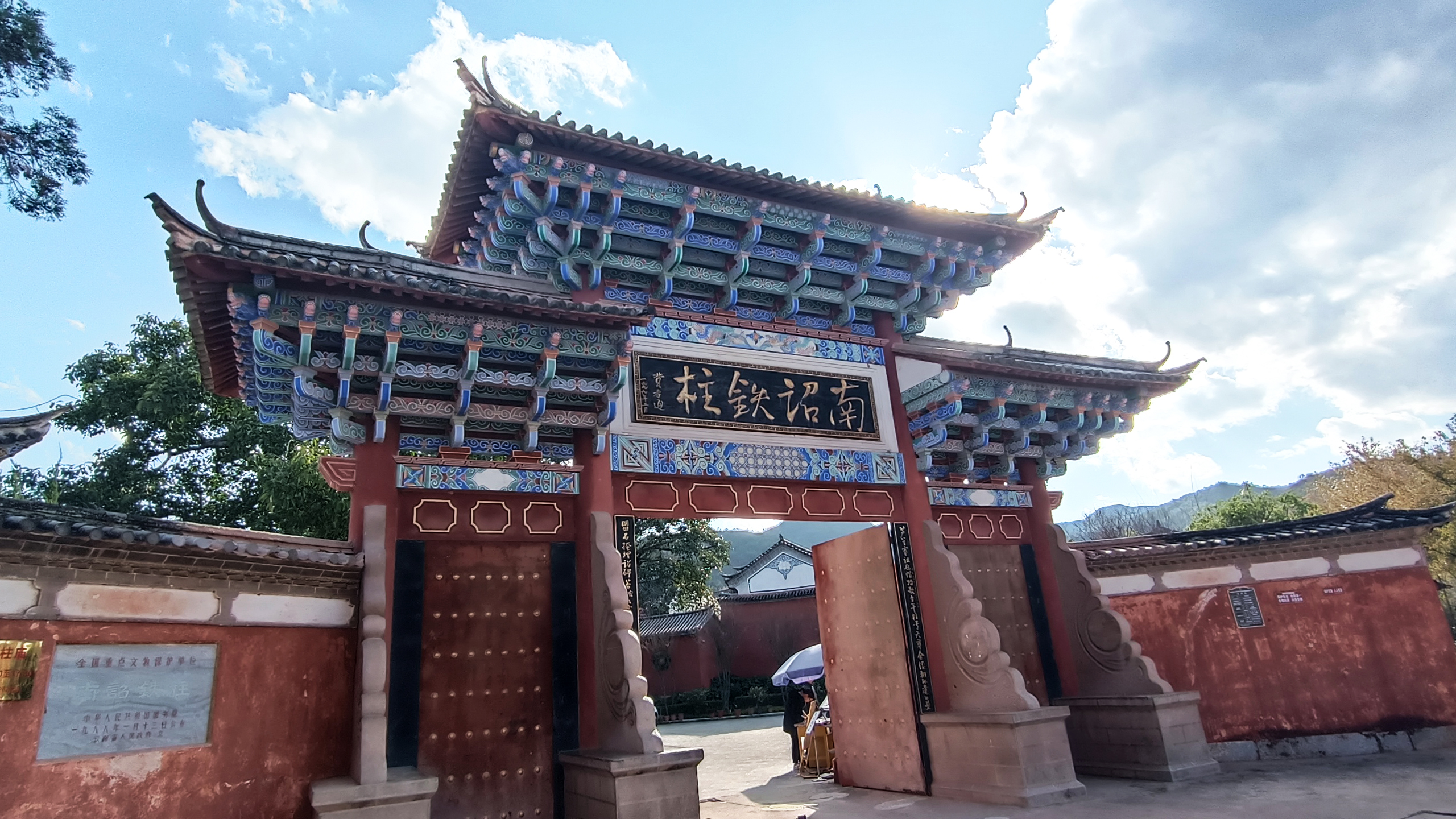
南诏铁柱庙大门（费孝通题字）
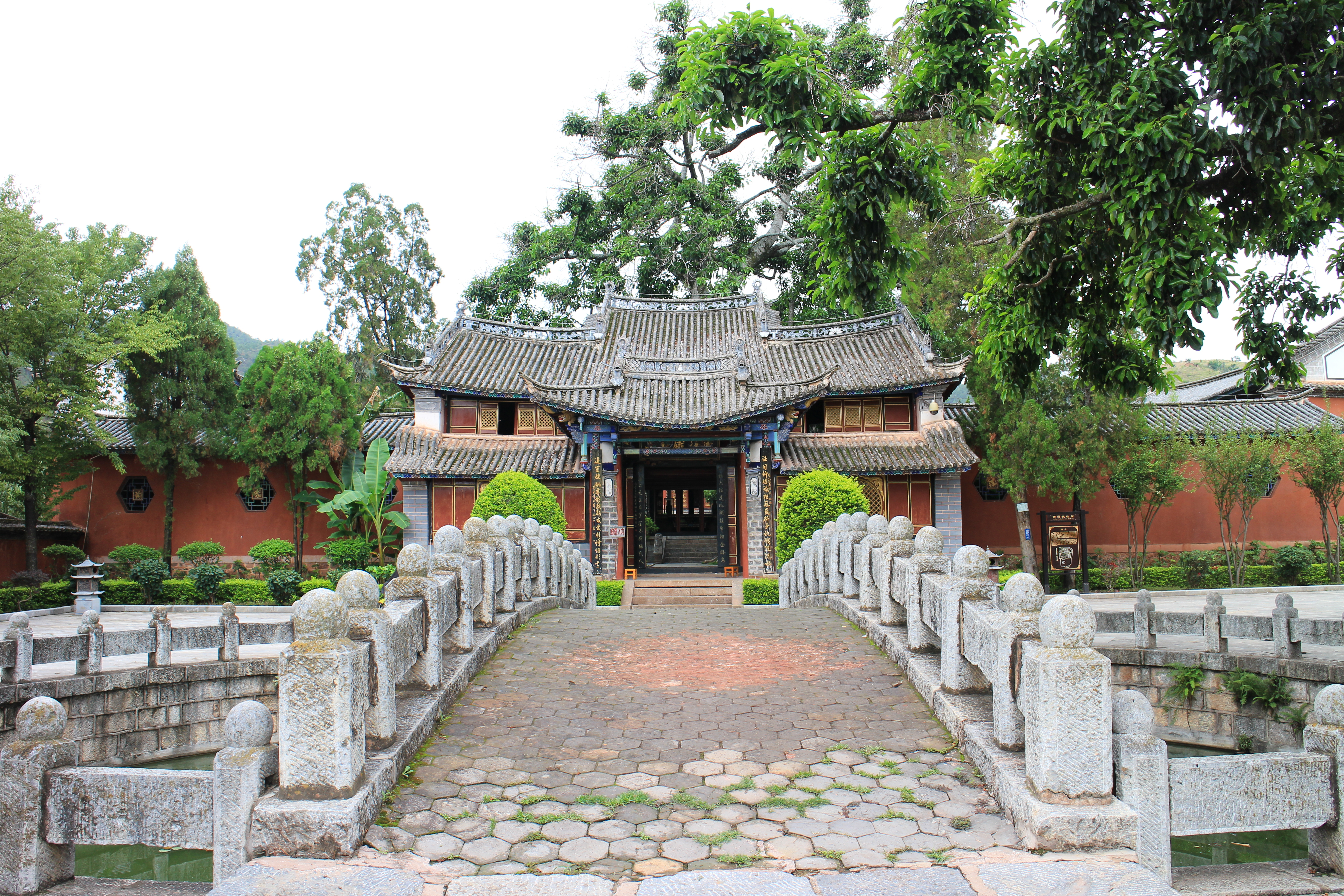
南诏铁柱庙山门
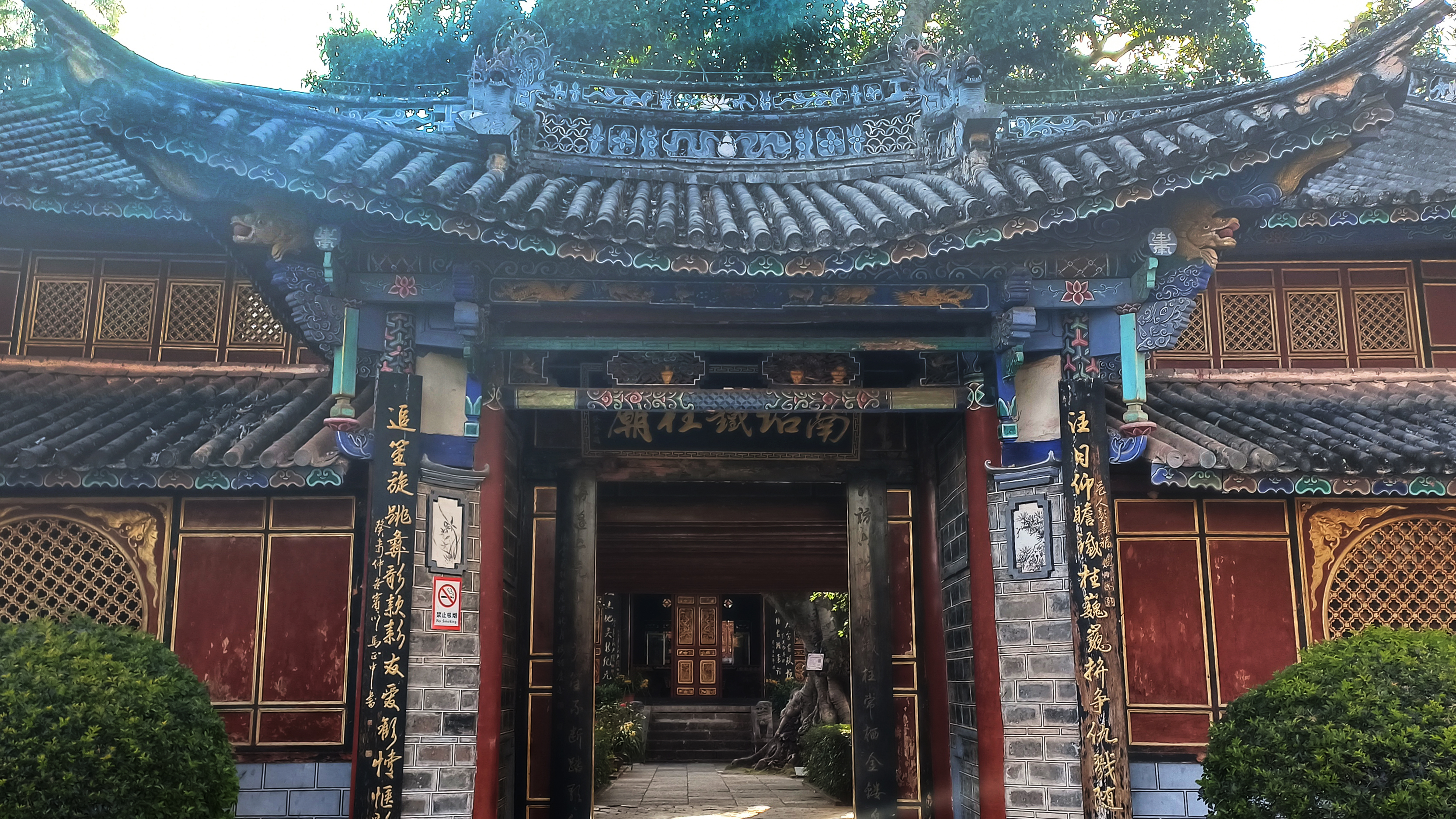
南诏铁柱庙山门
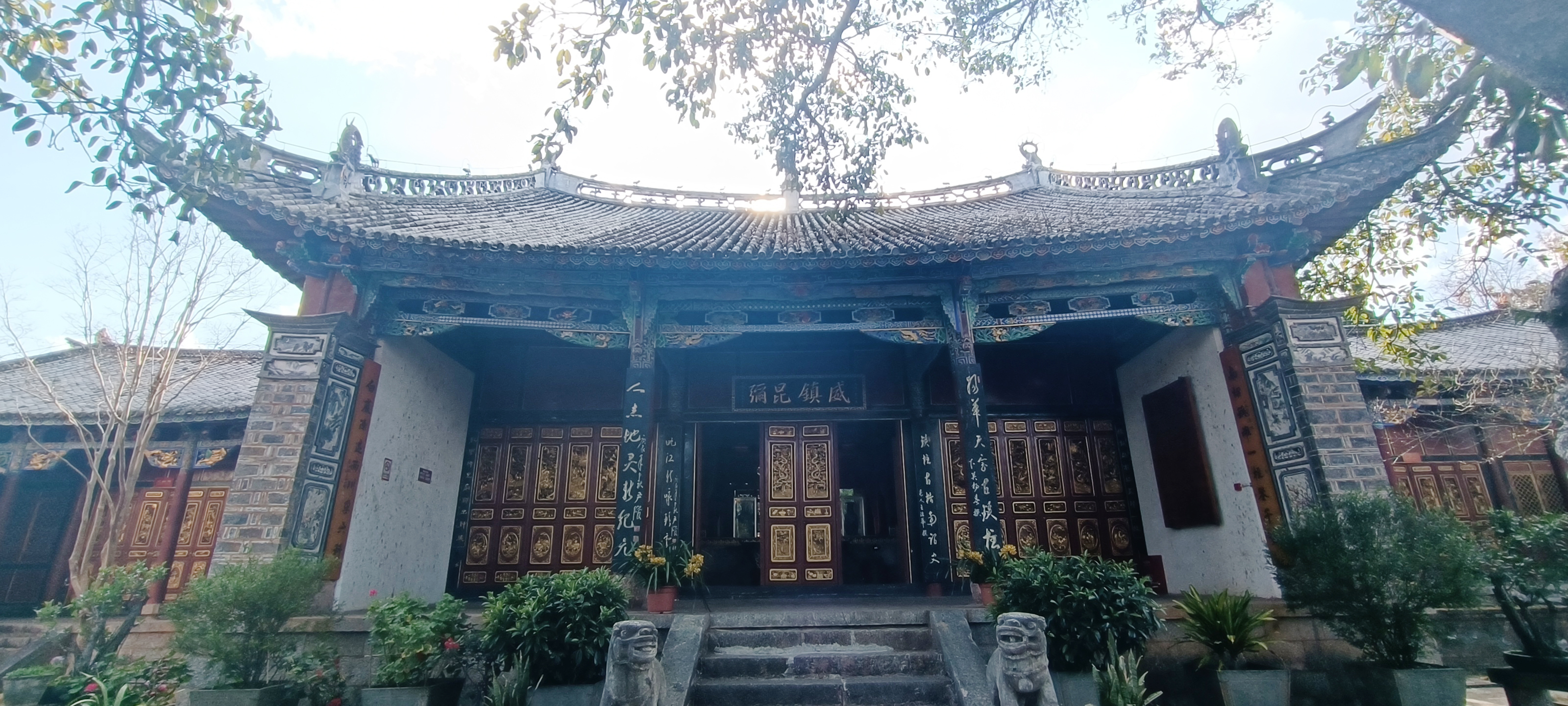
南诏铁柱大殿
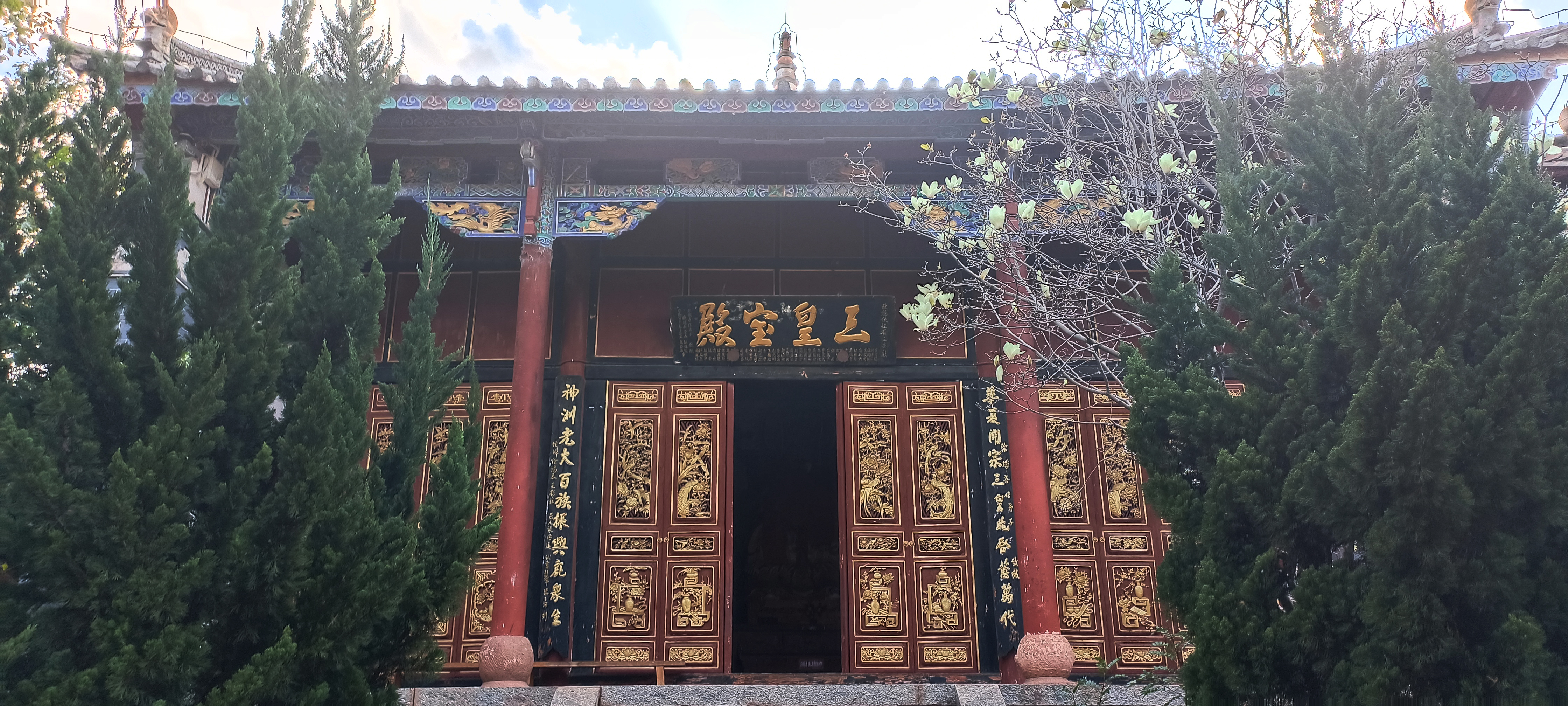
三皇殿

## 延伸阅读
- 《滇南古金石錄·鐵柱廟銕柱欵》